# Лескенський район
Лескенський район (рос. Лескенский район) — муніципальне утворення у Кабардино-Балкарії.

## Адміністративний устрій
Складається із 9 сільських поселень.